# Believe Acoustic
Believe Acoustic is het derde remixalbum van de Canadese artiest Justin Bieber. Het album werd uitgebracht op 29 januari 2013. Het album bevat akoestische en live versies van de liedjes van zijn derde studioalbum, Believe (2012). Het album bevat ook drie nieuwe nummers.

## Achtergrond
Bieber kondigde het project aan op 8 december 2012. Hij deed dat middels deze Tweet: "Been writing alot...new stuff...and yeah. the acoustic album, new arrangements, is happening". Op 22 december 2012 werd aangekondigd dat het album uit acht nummers zou gaan bestaan. Op 6 januari 2013 werden daar nog eens drie liedjes aan toegevoegd.

## Tracklist
| Nr. | Titel                                | Schrijver(s)                                                                                            | Producer(s)                                    | Duur |
| --- | ------------------------------------ | --- | ---------------------------------------------- | ---- |
| 1   | Boyfriend Akoestisch                 | Mike Posner, Mason Levy, Matthew Musto, Justin Bieber                                                   | Justin Bieber, Dan Kanter                      | 3:07 |
| 2   | As Long As You Love Me Akoestisch    | Rodney "Darkchild" Jerkins, Andre Lindal, Nasri Atweh Justin Bieber, Sean Anderson                      | Justin Bieber, Dan Kanter                      | 3:41 |
| 3   | Beauty And A Beat Akoestisch         | Max Martin, Anton Zaslavski, Savan Kotecha, Onika Maraj                                                 | Justin Bieber, Dan Kanter                      | 2:24 |
| 4   | She Don't Like The Lights Akoestisch | Rodney Jerkins, Andre Lindal, Tiyon Mack, Justin Bieber                                                 | Justin Bieber, Dan Kanter, Benjamin Fekete     | 3:35 |
| 5   | Take You Akoestisch                  | Justin Bieber, Raphaël Judrin, Pierre-Antoine Melki Ross Golan, James Abrahart, Alex Dezen, Ben Maddahi | Justin Bieber, Dan Kanter                      | 2:59 |
| 6   | Be Alright Akoestisch                | Justin Bieber, Dan Kanter                                                                               | Justin Bieber, Dan Kanter                      | 3:30 |
| 7   | All Around The World Akoestisch      | Justin Bieber, Nasri Atweh, Adam Messinger Nolan Lambroza, Christopher Bridges                          | Justin Bieber, Dan Kanter                      | 2:36 |
| 8   | Fall Live & Akoestisch               | Justin Bieber, Mason Levy, Jacob Lutrell                                                                | Justin Bieber, Dan Kanter                      | 3:40 |
| 9   | Yellow Raincoat                      | Justin Bieber                                                                                           | Justin Bieber, Tom Strahle                     | 3:44 |
| 10  | I Would                              | | Da Internz, Benjamin Fekete, Aaron Michael Cox | 3:47 |
| 11  | Nothing Like Us Bonus Track          | Justin Bieber                                                                                           | Justin Bieber                                  | 3:19 |

## Hitnotering

### NederlandseAlbum Top 100
| Hitnotering: (Week 1 t/m 7) 02-02-2013 t/m 16-03-2013 | Hitnotering: (Week 1 t/m 7) 02-02-2013 t/m 16-03-2013 | Hitnotering: (Week 1 t/m 7) 02-02-2013 t/m 16-03-2013 | Hitnotering: (Week 1 t/m 7) 02-02-2013 t/m 16-03-2013 | Hitnotering: (Week 1 t/m 7) 02-02-2013 t/m 16-03-2013 | Hitnotering: (Week 1 t/m 7) 02-02-2013 t/m 16-03-2013 | Hitnotering: (Week 1 t/m 7) 02-02-2013 t/m 16-03-2013 | Hitnotering: (Week 1 t/m 7) 02-02-2013 t/m 16-03-2013 |
| Week                                                  | 01                                                    | 02                                                    | 03                                                    | 04                                                    | 05                                                    | 06                                                    | 07                                                    |
| ----------------------------------------------------- | ----------------------------------------------------- | ----------------------------------------------------- | ----------------------------------------------------- | ----------------------------------------------------- | ----------------------------------------------------- | ----------------------------------------------------- | ----------------------------------------------------- |
| Nummer                                                | 8                                                     | 4                                                     | 25                                                    | 36                                                    | 24                                                    | 33                                                    | 47                                                    |

### VlaamseUltratop 100Albums
| Hitnotering: (Week 1 t/m 6) 09-02-2013 t/m 16-03-2013 | Hitnotering: (Week 1 t/m 6) 09-02-2013 t/m 16-03-2013 | Hitnotering: (Week 1 t/m 6) 09-02-2013 t/m 16-03-2013 | Hitnotering: (Week 1 t/m 6) 09-02-2013 t/m 16-03-2013 | Hitnotering: (Week 1 t/m 6) 09-02-2013 t/m 16-03-2013 | Hitnotering: (Week 1 t/m 6) 09-02-2013 t/m 16-03-2013 | Hitnotering: (Week 1 t/m 6) 09-02-2013 t/m 16-03-2013 |
| Week                                                  | 01                                                    | 02                                                    | 03                                                    | 04                                                    | 05                                                    | 06                                                    |
| ----------------------------------------------------- | ----------------------------------------------------- | ----------------------------------------------------- | ----------------------------------------------------- | ----------------------------------------------------- | ----------------------------------------------------- | ----------------------------------------------------- |
| Nummer                                                | 3                                                     | 9                                                     | 17                                                    | 40                                                    | 48                                                    | 55                                                    |